# Liga de Escritores y Artistas Revolucionarios
La Liga de Escritores y Artistas Revolucionarios (LEAR) fue como su nombre lo indica, una asociación de artistas y escritores mexicanos. Fue fundada en 1933 en la casa de Leopoldo Méndez, quien sería el primer presidente de la asociación, a causa de la disolución del Sindicato de Trabajadores Técnicos, Pintores y Escultores. Se definió como la sección mexicana de la Unión Internacional de Escritores Revolucionarios, la última fundada por el Comintern en la Unión Soviética en 1930. 

El primer secretario de la organización fue Luis Arenal Bastar. Otros miembros fundadores fueron Juan de la Cabada, Pablo O'Higgins, Xavier Guerrero, Ermilo Abreu Gómez, Alfredo Zalce, Fernando Gamboa, Santos Balmori, Clara Porset, Ángel Bracho, entre otros.
Los miembros de LEAR difundían las ideas revolucionarias en sus escritos y trabajos artísticos, y lucharon contra el sistema político de entonces, en particular contra la censura del gobierno en el arte. También se opusieron a la guerra, a la políticas de Adolf Hitler y Mussolini, y a favor de la República durante la Guerra Civil Española. El órgano de LEAR fue el periódico Frente a Frente, ilustrado por Pablo O'Higgins y otros.
Después de que los artistas mexicanos obtuvieran más libertades artísticas en su trabajo durante el gobierno liberal de 1934, LEAR se dispersó en 1938.
Sobre los fines de la producción artística, los pintores de la LEAR consignaron diversos planteamientos, como los siguientes:
«Nosotros, intelectuales de izquierda, nos consideramos producto de un momento histórico caracterizado por las contradicciones económicas (...) Nuestra actitud es pues de lucha contra las clases opresoras y a favor de las oprimidas. Estimamos que para que el arte se desenvuelva y perpetúe como expresión de nuestra época, debe cambiar su derrotero, siguiendo el que señala la realidad social».